# Ken Boothe
Pour les articles homonymes, voir Boothe.
Ken Boothe est un chanteur de reggae jamaïcain, né à Kingston le 22 mars 1948.

## Biographie
Ken Booth est né à Denham Town, Kingston. Il est allé à l’École Primaire Élémentaire de Denham et pendant cette période a développé un intérêt pour la musique après avoir reçu des encouragements de sa sœur aînée, Hyacinth Clover, qui était une chanteuse avérée,.
Il commence sa carrière en 1963 auprès de Stranger Cole en formant le duo Stranger and Ken.
Les premiers morceaux solos de Boothe furent enregistrés en 1966 après que Clement “Coxsone” Dodd l’eût signé à Studio One Label. Il enregistra également pour Phil Pratt et Sonia Pottinger la même année. Il connut le succès presque immédiatement avec des chansons incluant “The Train Is Coming” (sur laquelle il était accompagné par les Wailers), la première version, ska, de la chanson devenue plus tard reggae “You’re No Good” avec Soulettes (le groupe dont Rita Anderson, future femme de Bob Marley, faisait partie) sur la face B, et “Lonely Teardrops”.
L’année suivante, Boothe et Alton Ellis connurent une tournée réussie au Royaume-Uni avec le groupe de session de Studio One, les Soul Vendors. Boothe fut promu “Mr. Rock Steady” par Dodd pendant cette période.
Le classique rocksteady “Moving Away” sortit en 1967 ou 1968 sur le label Coxsone. “Moving Away” est une chanson encore populaire aujourd’hui, et reprise ou empruntée par de nombreux artistes, parmi lesquels Dennis Brown, Jackie Mittoo (“Macka Fat”), Jack Radics I-Roy, U-Roy ("African Message"), Janet Key, Jaime Hinckson, Romain des Bois, Bruno Mars, Al Campbell ("Dress Black" Garnett Silk ("It's Groving"), Half Pint ("Substitute Lover"), Wayne Wonder ("Time To Say Good Bye"), Leroy Smart ("Talk About Friends"), Sanches ("Don't Worry"), Admiral Tibet ("Nuthin Nah Run").
Beaucoup des chansons de Boothe ont été réutilisées d’une façon ou d’une autre. Sur la face B du single “Moving Away” se trouvait le morceau instrumental “Streets Of Gold” par les Skatalites. Boothe continua à enregistrer pour Dodd jusqu’en 1970, quand il a changé de maison de label pour Beverley’s Records et le reggae, où son succès a continué avec des hits comme “Freedom Street” et “Why Baby Why”.
Après le décès de Kong, Boothe enregistra pour beaucoup des meilleurs producteurs de Jamaïque pendant le début des années 1970, y compris Keith Hudson, Herman Chin Loy, Vincent “Randy” Chin, et Phil Pratt. Par la suite il forma le groupe Conscious Minds avec B.B. Seaton.
Son parcours prend un aspect international en 1972 avec la sortie de l’album Black, Gold and Green.
Sous la nouvelle direction du producteur Lloyd Charmers, Boothe sortit Everything I Own (album) sur Trojan Records, qui atteint la première place du hit-parade des singles au Royaume-Uni en 1974. On donna à la chanson, écrite par David Gates, une légère touche reggae et elle reçut du temps de passage à l’antenne et un public admiratif dans les Caraïbes, et fut jouée régulièrement sur les stations de radio au Royaume-Uni en raison de son attrait “métissé”. Le propre groupe de David Gates, Bread, avait eu un hit mineur au Royaume-Uni avec la chanson au printemps de 1972, mais il avait atteint seulement la 32e place. La version reggae de Boothe de la chanson Everything I Own atteint la première place du hit-parade des singles au Royaume-Uni le 26 octobre 1974, et resta au sommet du hit-parade pendant trois semaines. L'enregistrement a été fait avec Lloyd Parks à la guitare basse, Paul Douglas alias Paul Williams comme batteur, Willie Lindo comme guitariste, et Lloyd Charmers comme organiste, pianiste, et percussionniste. En 1987, Boy George sortit une version de Everything I Own qui se classa ou atteint la première place dans plusieurs pays. Son interprétation doit à la version de Boothe bien plus qu’à l’original par Bread. Cela déclencha un nouvel intérêt pour la version de Boothe, qui fut rééditée la même année, atteignant la 88e place au Royaume-Uni.
Boothe eut un titre supplémentaire dans le hit-parade anglais pendant les années 1970, “Crying Over You”, qui se plaça à la 11e place, mais avec l’effondrement de Trojan Records et une séparation d’avec Charmers il perdit en grande partie l’élan qui avait été lancé par ses deux hits,.
Boothe enregistra une version reggae du standard “When I Fall In Love” qui sortit en 1974 sur le label Studio One.
En 1978, avec Dillinger, Leroy Smart, et Deroy Wilson, Boothe fut référencé par le parolier Joe Strummer dans la chanson des Clash, “ (White Man) In Hammersmith Palais”.
Boothe renoua avec Charmers à la fin des années 1970 quand un ressuscité Trojan Records sortit les albums Blood Brothers (sortis originellement en 1976) et Who Gets Your Love, mais la reformation s’avéra de courte durée.
Boothe a sorti les disques Let’s Get it On (1974), Blood Brothers (1975), Live Good (1978), Who Gets Your Love (1979), Show Case Vol 2 (1979), I'm Just a Man (1979), Reggae for Lovers (1980), Imagine (1986), Two of a Kind (1987), Don't You Know (1988) et Power of Love (1993).
Il continua d’enregistrer pendant les années 1980 et connut quelques hits en 1986 et 1987.
Plus récemment, Boothe a enregistré pour Bunny Lee, Phil Pratt, King Jammy, Pete Weston, Jack Ruby, Hugh “Red Man” James, Castro Brown et Tappa Zukie. En 1995 une version de “The Train Is Coming”, travaillée à nouveau avec Shaggy, a été utilisée dans la bande originale du film “Money Train”.
Le chanteur de reggae livre également de nombreuses compilations telles que The Best and the Rest (1994), Sings Hits From Studio 1 & More (1998), I & I & I (1999), Acclaimed (2000), You're No Good (2003) et Ain't That Loving You (2004). En 2005, paraît Live in Paris, son tout premier album live enregistré lors d'un concert au Cabaret Sauvage à Paris.
Un double album des enregistrements de Boothe pour Trojan, “Crying Over You”, est sorti en 2001.
Sa reprise d’Eddy Grant Baby Come Back (1978) est incluse dans la bande originale du film de Mike Judge Idiocracy, en 2006.
Boothe a été décoré de l’ordre de la Distinction pour sa contribution à la musique jamaïcaine par le gouvernement jamaïcain en 2003.
En 2019, Ken Boothe est l'un des protagonistes principaux du film Inna de Yard: The Soul of Jamaica.

## Discographie

### Albums
- 1968 : Mr Rocksteady
- 1970 : Freedom Street
- 1972 : Black, Gold and Green
- 1974 : Everything I Own
- 1974 : Let’s Get it On
- 1975 : Blood Brothers
- 1978 : Live Good
- 1979 : Who Gets Your Love
- 1979 : Show Case Vol 2
- 1979 : I'm Just a Man
- 1980 : Reggae for Lovers
- 1986 : Imagine
- 1987 : Two of a Kind
- 1988 : Don't You Know
- 1993 : Power of Love
- 1995 : Natural Feeling
- 1996 : Acclaimed
- 2003 : Love is the Ultimate[4],[11],[12]
- 2012 : Journey
- 2017 : Inna de Yard

### Compilations
- 1994 : The Best and the Rest
- 1997 : Everything I Own
- 1998 : Sings Hits From Studio 1 & More
- 1999 : I & I & I
- 2000 : Acclaimed
- 2003 : You're No Good
- 2003 : Everything I Own : The Best of Ken Boothe
- 2004 : Ain't That Loving You
- 2005 : Live in Paris, enregistré au Cabaret Sauvage à Paris
- 2007 : Everything I Own: The Definitive Collection
- 2016 : Everything I Own (The Lloyd Charmers Sessions 1971-1976)